# Ајлслебен
Ајлслебен (њем. Eilsleben) општина је у њемачкој савезној држави Саксонија-Анхалт. Једно је од 35 општинских средишта округа Берде. Према процјени из 2010. у општини је живјело 2.709 становника. Посједује регионалну шифру (AGS) 15083190.

## Географски и демографски подаци
Ајлслебен се налази у савезној држави Саксонија-Анхалт у округу Берде. Општина се налази на надморској висини од 148 метара. Површина општине износи 27,4 km². У самом мјесту је, према процјени из 2010. године, живјело 2.709 становника. Просјечна густина становништва износи 99 становника/km².